# إد كوخ
إد كوخ (بالإنجليزية: Ed Koch) (و. 1924 – 2013 م) هو سياسي، ومحام، وكاتب من الولايات المتحدة الأمريكية ولد في برونكس، ومدينة نيويورك.
وهو عضو في الحزب الديمقراطي الأمريكي .

## مناصب وهيئات
أدار جامعة نيويورك.

## روابط خارجية
- إد كوخ على موقع IMDb (الإنجليزية)
- إد كوخ على موقع الموسوعة البريطانية (الإنجليزية)
- إد كوخ على موقع روتن توميتوز (الإنجليزية)
- إد كوخ على موقع روتن توميتوز (الإنجليزية)
- إد كوخ على موقع مونزينجر (الألمانية)
- إد كوخ على موقع إن إن دي بي (الإنجليزية)
- إد كوخ على موقع قاعدة بيانات الفيلم (الإنجليزية)